# Leslie Grace
Leslie Grace Martínez, més coneguda com a Leslie Grace o «la princesa de la bachata», (Bronx, 7 de gener de 1995) és una cantant estatunidenca d'ascendència dominicana. El seu estil es caracteritza per combinar la cultura dominicana i amb una fusió entre la música pop i llatina clàssica nord-americana. Començà a cantar com a tal el 2009.

## Vida
Leslie Grace Martínez nasqué el 7 de gener de 1995 al Bronx, un borough de Nova York, filla de pares dominicans. La seva mare dirigia una perruqueria al sud de Florida. Va créixer a Davie (Florida) i va assistir a l'Ysleta Independent School District i al Western High School, participant en diversos musicals, espectacles de talent i interpretacions corals durant la seva estada als diferents centres. Parla anglès i castellà amb fluïdesa. Va gravar i llançar un àlbum de música cristiana independent en col·laboració amb CD Baby mentre anava a secundària. El debut mainstream de Grace va arribar amb "Will Still Love Me Tomorrow", una versió bilingüe del hit del grup The Shirelles de 1961. La seva interpretació amb bachata va arribar al número u tant en la llista de Billboard Tropical Songs com en Billboard Latin Airplay, convertint-se en l'artista femenina més jove en fer-ho. El seu segon àlbum d'estudi, Leslie Grace (2013), va arribar al número quatre en el Billboard Latin Albums, i al número tres en el Billboard Tropical Albums.

## Discografia
- Pasión (2009)[11][7]
- Leslie Grace (2013)[7]
- Lloviendo Estrellas (2015)[7][12]

### Senzills
- "Will U Still Love Me Tomorrow" (2012)[6]
- "Day One" (2012)
- "Be My Baby" (2013)[1]
- "Odio No Odiarte" (2014)[11]
- "Nadie Como Tu" (2014)
- "Cómo Duele el Silencio" (2015)[12]
- "Nada" (amb Dvicio) presentat per Dvicio (2015)[13]
- "Aire" (amb Maluma) (2016)[14][7]
- "Nada de Amor" (2016)
- "Díganle" (amb Becky G) (2017)[4][15]
- "Dulce" (amb Wisin) (2017)
- "Duro Y Suave" (amb Noriel) (2018)[3][16]